# Tagsdorf
Tagsdorf – miejscowość i gmina we Francji, w regionie Grand Est, w departamencie Górny Ren.
Według danych na rok 1990 gminę zamieszkiwały 262 osoby, a gęstość zaludnienia wynosiła 105 osób/km² (wśród 903 gmin Alzacji Tagsdorf plasuje się na 621. miejscu pod względem liczby ludności, natomiast pod względem powierzchni na miejscu 642.).